# Jordán, Santander
Jordán là một khu tự quản thuộc tỉnh Santander, Colombia. Thủ phủ của khu tự quản Jordán đóng tại Jordán Khu tự quản Jordán có diện tích 45 ki lô mét vuông. Đến thời điểm ngày 28 tháng 5 năm 2005, khu tự quản Jordán có dân số 1199 người.